# Paris Masters 2003 - Qualificazioni singolare
Le qualificazioni del singolare  del Paris Masters 2003 sono state un torneo di tennis preliminare per accedere alla fase finale della manifestazione. I vincitori dell'ultimo turno sono entrati di diritto nel tabellone principale. In caso di ritiro di uno o più giocatori aventi diritto a questi sono subentrati i lucky loser, ossia i giocatori che hanno perso nell'ultimo turno ma che avevano una classifica più alta rispetto agli altri partecipanti che avevano comunque perso nel turno finale.
Le qualificazioni del torneo Paris Masters 2003 prevedevano 24 partecipanti di cui 6 sono entrati nel tabellone principale.

## Teste di serie
1. Taylor Dent (primo turno)
2. Rafael Nadal (primo turno)
3. Filippo Volandri (primo turno)
4. Assente
5. Nicolas Kiefer (primo turno)
6. Stefan Koubek (primo turno)

1. Hicham Arazi (Qualificato)
2. Dominik Hrbatý (ultimo turno)
3. Nicolás Lapentti (ultimo turno)
4. Karol Beck (Qualificato)
5. Antony Dupuis (ultimo turno)
6. Michaël Llodra (primo turno)

## Qualificati
1. Nicolas Mahut
2. Victor Hănescu
3. Grégory Carraz

1. Karol Beck
2. Thierry Ascione
3. Hicham Arazi

## Tabellone

### Legenda
| - Q = Qualificato - WC = Wild card - LL = Lucky loser | - ALT = Alternate - SE = Special Exempt - PR = Protected Ranking | - w/o = Walkover - r = Ritirato - d = Squalificato |

### Sezione 1
|  | Primo turno | Primo turno       | Primo turno | Primo turno | Primo turno |  |  | Ultimo turno | Ultimo turno   | Ultimo turno | Ultimo turno | Ultimo turno |  |
|  |             |                   |             |             |             |  |  |              |                |              |              |              |  |
|  |             | Nicolas Mahut     | 2           | 7           | 7           |  |  |              |                |              |              |              |  |
|  | 1           | Taylor Dent       | 6           | 68          | 64          |  |  |              | Nicolas Mahut  | 7            | 5            | 6            |  |
|  | 8           | Dominik Hrbatý    | 4           | 6           | 7           |  |  | 8            | Dominik Hrbatý | 6(1)         | 7            | 1            |  |
|  |             | Jean-René Lisnard | 6           | 4           | 5           |  |  |              |                |              |              |              |  |

### Sezione 2
|  | Primo turno | Primo turno    | Primo turno | Primo turno | Primo turno |  |  | Ultimo turno | Ultimo turno   | Ultimo turno   | Ultimo turno | Ultimo turno |  |
|  |             |                |             |             |             |  |  |              |                |                |              |              |  |
|  |             | Victor Hănescu | 5           | 6           | 7           |  |  |              |                |                |              |              |  |
|  | 2           | Rafael Nadal   | 7           | 3           | 63          |  |  |              | Victor Hănescu | Victor Hănescu | 6            | 6            |  |
|  | 11          | Antony Dupuis  | 7           | 2           | 6           |  |  | 11           | Antony Dupuis  | Antony Dupuis  | 4            | 4            |  |
|  |             | Irakli Labadze | 65          | 6           | 4           |  |  |              |                |                |              |              |  |

### Sezione 3
|  | Primo turno | Primo turno      | Primo turno      | Primo turno | Primo turno |  |  | Ultimo turno | Ultimo turno     | Ultimo turno     | Ultimo turno | Ultimo turno |  |
|  |             |                  |                  |             |             |  |  |              |                  |                  |              |              |  |
|  |             | Grégory Carraz   | Grégory Carraz   | 6           | 6           |  |  |              |                  |                  |              |              |  |
|  | 3           | Filippo Volandri | Filippo Volandri | 2           | 1           |  |  |              | Grégory Carraz   | Grégory Carraz   | 6            | 6            |  |
|  | 9           | Nicolás Lapentti | Nicolás Lapentti | 6           | 6           |  |  | 9            | Nicolás Lapentti | Nicolás Lapentti | 2            | 3            |  |
|  |             | Olivier Patience | Olivier Patience | 4           | 2           |  |  |              |                  |                  |              |              |  |

### Sezione 4
|  | Primo turno        | Primo turno        | Primo turno        | Primo turno | Primo turno |  |  | Ultimo turno | Ultimo turno      | Ultimo turno      | Ultimo turno | Ultimo turno |  |
|  |                    |                    |                    |             |             |  |  |              |                   |                   |              |              |  |
|  | Christophe Rochus  | Christophe Rochus  | Christophe Rochus  | 6           | 6           |  |  |              |                   |                   |              |              |  |
|  | Jan Frode Andersen | Jan Frode Andersen | Jan Frode Andersen | 3           | 4           |  |  |              | Christophe Rochus | Christophe Rochus | 4            | 3            |  |
|  | 10                 | Karol Beck         | 6                  | 65          | 6           |  |  | 10           | Karol Beck        | Karol Beck        | 6            | 6            |  |
|  |                    | Cyril Saulnier     | 3                  | 7           | 3           |  |  |              |                   |                   |              |              |  |

### Sezione 5
|  | Primo turno | Primo turno     | Primo turno     | Primo turno | Primo turno |  |  | Ultimo turno    | Ultimo turno    | Ultimo turno    | Ultimo turno | Ultimo turno |  |
|  |             |                 |                 |             |             |  |  |                 |                 |                 |              |              |  |
|  |             | Thierry Ascione | Thierry Ascione | 6           | 6           |  |  |                 |                 |                 |              |              |  |
|  | 5           | Nicolas Kiefer  | Nicolas Kiefer  | 4           | 2           |  |  | Thierry Ascione | Thierry Ascione | Thierry Ascione | 6            | 6            |  |
|  |             | Michaël Llodra  | 69              | 7           | 6           |  |  | Michaël Llodra  | Michaël Llodra  | Michaël Llodra  | 4            | 4            |  |
|  | 12          | Ivo Karlović    | 7               | 65          | 4           |  |  |                 |                 |                 |              |              |  |

### Sezione 6
|  | Primo turno | Primo turno       | Primo turno | Primo turno | Primo turno |  |  | Ultimo turno | Ultimo turno      | Ultimo turno      | Ultimo turno | Ultimo turno |  |
|  |             |                   |             |             |             |  |  |              |                   |                   |              |              |  |
|  |             | Fernando Verdasco | 6           | 4           | 7           |  |  |              |                   |                   |              |              |  |
|  | 6           | Stefan Koubek     | 4           | 6           | 6(0)        |  |  |              | Fernando Verdasco | Fernando Verdasco | 64           | 4            |  |
|  | 7           | Hicham Arazi      | 1           | 6           | 6           |  |  | 7            | Hicham Arazi      | Hicham Arazi      | 7            | 6            |  |
|  |             | Julien Benneteau  | 6           | 3           | 4           |  |  |              |                   |                   |              |              |  |